# Go to Nassau
Albums de Grateful Dead
Dick's Picks Volume 26
(2002) Dick's Picks Volume 26
(2003)
Go to Nassau est un album en public du groupe Grateful Dead sorti en 2002.
Ce double album propose des extraits des deux concerts donnés au Nassau Coliseum d'Uniondale, dans la banlieue de New York, les 15 et 16 mai 1980.

## Titres

### CD 1
Les titres 1, 2, 5 et 8 proviennent du concert du 15 mai ; les titres 3, 4, 9, 10 et 11 proviennent de celui du 16 mai.
1. Jack Straw (Robert Hunter, Bob Weir) – 6:34
2. Franklin's Tower (Hunter, Jerry Garcia, Bill Kreutzmann) – 11:58
3. New Minglewood Blues (trad. arr. Weir) – 7:35
4. High Time (Hunter, Garcia) – 8:52
5. Lazy Lightnin'  (John Barlow, Weir) – 3:44
6. Supplication (Barlow, Weir) – 6:41
7. Peggy-O (trad. arr. Grateful Dead) – 7:32
8. Far From Me (Brent Mydland) – 4:02
9. Looks Like Rain (Barlow, Weir) – 8:12
10. China Cat Sunflower (Hunter, Garcia) – 5:16
11. I Know You Rider (trad. arr. Grateful Dead) – 6:30

### CD 2
Les titres 1 à 4 proviennent du concert du 16 mai ; les titres 5 à 12 proviennent de celui de la veille.
1. Feel Like a Stranger (Barlow, Weir) – 9:29
2. Althea (Hunter, Garcia) – 8:22
3. Lost Sailor (Barlow, Weir) – 5:49
4. Saint of Circumstance (Barlow, Weir) – 6:45
5. Alabama Getaway (Hunter, Garcia) – 4:50
6. Playing in the Band (Hunter, Mickey Hart, Weir) – 8:03
7. Uncle John's Band (Hunter, Garcia) – 8:25
8. Drums (Hart, Kreutzmann) – 5:26
9. Space (Grateful Dead) – 2:46
10. Not Fade Away (Buddy Holly, Norman Petty) – 4:52
11. Goin' Down the Road Feelin' Bad (trad. arr. Grateful Dead) – 6:49
12. Good Lovin' (Artie Resnick, Rudy Clark) – 7:23

## Musiciens
- Jerry Garcia : guitare, chant
- Mickey Hart : batterie
- Bill Kreutzmann : batterie
- Phil Lesh : basse, chant
- Brent Mydland : claviers, chant
- Bob Weir : guitare, chant